# Centrale thermique d'Ekibastouz 1
La centrale thermique d'Ekibastouz 1 est une centrale thermique alimentée au charbon située au Kazakhstan. 
Il s'agit de la plus importante centrale thermique kazakhe et génère à elle seule 13 % de l'électricité du pays.

## Unités individuelles
Chacune des huit unités a une capacité nominale de production de 500 MWe.
- Unité 1 a été lancé en service en mars 1980.
- Unité 2 a été lancé en service en octobre 1980.
- Unité 3 a été lancé en service en février 1981.
- Unité 4 a été lancé en service en novembre 1981.
- Unité 5 a été lancé en service en octobre 1982.
- Unité 6 a été lancé en service en mai 1983.
- Unité 7 a été lancé en service en octobre 1983.
- Unité 8 hors service jusqu'en 2012 en attendant une modernisation.